# イット・フォローズ
『イット・フォローズ』（原題: It Follows）は、2014年のアメリカ合衆国のホラー映画である。監督と脚本をデヴィッド・ロバート・ミッチェルが手がけており、主演をマイカ・モンローが務めている。

## あらすじ
ジェイ（マイカ・モンロー）は、恋人のヒュー（ジェイク・ウィアリー）とデートを重ねた末、彼と肉体関係をもつ。その直後、ヒューはジェイにクロロホルムを嗅がせる。目覚めたジェイは、車椅子に縛りつけられている。彼女は、性交によってヒューから呪いを移されたと知る。
その呪いに憑かれた者は、人間の姿形をした「それ」に追いかけられる。「それ」は、ゆっくりと歩き、呪いに憑かれていない者の目には見ることができない。「それ」は、呪いに憑かれた者をつかまえて殺すと、その前に呪いに憑かれていた者を追いかけるという。「それ」がジェイを追いかけ始めると、ヒューはジェイを車で家に送り届けて、行方をくらます。
翌日、学校で「それ」に追いかけられて恐怖を感じたジェイは、妹のケリー（リリー・セーペ）、友人のポール（キーア・ギルクリスト）とヤラ（オリヴィア・ルッカルディ）と共に一夜を過ごす。その夜、「それ」に追いかけられたジェイは家を飛び出し、近くの運動場へ逃げる。
隣人のグレッグ（ダニエル・ゾヴァット）の協力を得て、ジェイたちはヒューの本名がジェフであることを突き止めて、彼に会いに行く。ジェフは、かつて一夜限りの関係で他の女性から呪いを移されたことや、ジェイも性交によって他の人物に呪いを移せることを、ジェイたちに説明する。
仲間たちとグレッグの家に滞在していたところ、「それ」に襲われたジェイは車で逃走を図るが、交通事故を起こして意識を失う。病院で目覚めたジェイは、グレッグと肉体関係をもち、彼に呪いを移す。数日後、グレッグは「それ」に殺される。
ジェイたちは、「それ」をプールにおびき寄せて感電死させようと計画して、室内プール場へ向かう。ジェイはプールに入るが、ジェイたちの計画に気づいた「それ」は、ジェイに向かって電気機器を投げつける。ポールの放った銃弾が「それ」に命中し、「それ」はプールに落ちる。ジェイは水中で「それ」に足をつかまれる。しかし、さらにポールが銃を撃ち、ジェイは無事にプールから上がる。水面には、ゆっくりと血が広がってゆく。
家に帰り着いたジェイとポールは肉体関係をもつ。後日、2人が手をつないで歩いていると、彼らの後ろを歩いてくる人影が見えるのであった。

## キャスト
※括弧内は日本語吹替
- ジェイ - マイカ・モンロー（白石涼子）
- ポール - キーア・ギルクリスト（英語版）（河西健吾）
- グレッグ - ダニエル・ゾヴァット（福山潤）
- ヒュー / ジェフ - ジェイク・ウィアリー（英語版）（柳田淳一）
- ヤラ - オリヴィア・ルッカルディ（英語版）（松本沙羅）
- ケリー - リリー・セーペ（折井あゆみ）

## 上映
2014年5月17日、第67回カンヌ国際映画祭の「批評家週間」部門にて上映された。アメリカ合衆国では、2015年3月13日に一般公開された。

## 続編
2023年10月、米配給会社ネオンが本作の続編となる『They Follow』の製作を発表した。前作に引き続きデヴィッド・ロバート・ミッチェル監督を務め、主人公のジェイを演じたマイカ・モンローも続投する。2024年に主要撮影が始まる予定となっている。

## 評価
Metacriticでは、37件の批評家レヴューで平均値は83点だった。Rotten Tomatoesでは、215件の批評家レヴューで平均値は8.1点、支持率は97%だった。
『The Guardian』のピーター・ブラッドショウは、「恐怖を描いた現代の傑作であり、ジョン・カーペンターやブライアン・デ・パルマの初期の作品に匹敵する」と述べて、本作に5点満点の5点を与えた。『The Hollywood Reporter』のデヴィッド・ルーニーは、「普通の若者に見える俳優たちの演技が、全編を通して、自然で魅力的である」と評価した。
『Entertainment Weekly』にて「2015年の映画ベスト10」の第10位に選ばれた。『Rolling Stone』では「2015年のホラー映画ベスト10」の第1位に選ばれた。